# Eugenio León Hernández
Eugenio León Hernández (7 de junio de 1924 - Santiago, Chile, 23 de febrero de 2010) fue un compositor y músico chileno, conocido principalmente por la canción del Viejito lolero. Su nombre artístico fue Hirohito y tuvo un grupo musical llamado Hirohito y su Conjunto.
Falleció el 23 de febrero de 2010, a causa de una neumonía.

## Carrera musical
El inicio de su carrera musical fue en la década de 1970 con la creación de su agrupación llamada "Hirohito y su Conjunto", en cual grabó diversos temas musicales como "Ritmo de chunga" o  "Pajarillo pajarillo". Es con esta agrupación con la cual graba su éxito más notorio en la música chilena, una guaracha titulada Viejito lolero. Este éxito se unió a otros temas como Vieja Julia' y Me ando me ando, las cuales poseen una letra que se presta para el doble sentido dentro del lenguaje común del chileno.
Se retiró de los escenarios en los inicios de la década del 2000, fecha en la cual comienzan los reconocimientos de diversas entidades por sus canciones como parte del colectivo nacional. En 2005 fue galardonado por la Sociedad Chilena del Derecho de Autor por su trayectoria, junto a Ángel Parra, Valentín Trujillo y Los Hermanos Campos.